# Minage d'étain dans le Dartmoor

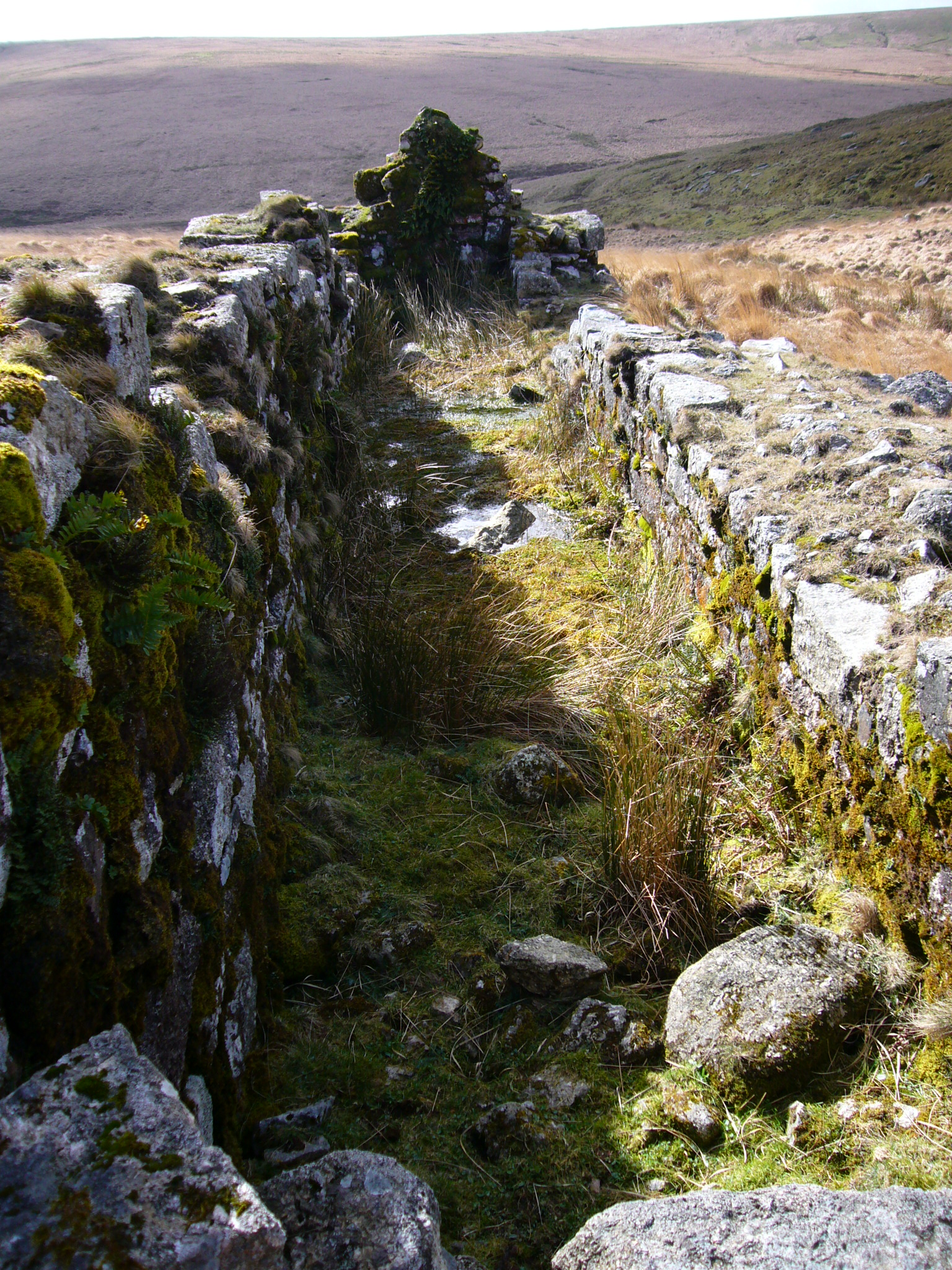
Extraction d'étain à la mine de Huntingdon.

Le minage d'étain dans le Dartmoor est une industrie dont l'origine remonte à la période pré-romaine, et qui a perduré jusqu'au XXe siècle.